# トライアノス・デラス
トライアノス・デラス（ギリシア語: Τραϊανός Δέλλας, 英語: Traianos Dellas, 1976年1月31日 - ）はギリシャ・テッサロニキ出身の元同国代表サッカー選手、サッカー指導者。現役時代のポジションはディフェンダー。現在はギリシャ・スーパーリーグのOFIクレタの監督を務めている。

## 来歴

### クラブ
EURO2004ではディフェンスの要としてギリシャの優勝に貢献、準決勝のチェコ戦では決勝ゴールも決めている。EURO2008メンバーにも選出されたものの、グループリーグで敗退した。
2008-09シーズンからはキプロスリーグのアノルトシス・ファマグスタに移籍。クラブ史上初のチャンピオンズリーグ本選出場に貢献した。
2011-2012シーズンをもって現役を引退することを発表した。
2013年4月13日、シーズンを通して不振に陥っていた古巣AEKアテネの暫定監督に就任したが、チームは勝ち点の減点処分もあり史上初の降格が決定した。
2018年1月12日、パネトリコスFCの監督に就任した。

## 所属クラブ
- アリス・テッサロニキ 1993-1997

→  パンセライコスFC 1995-1996 (loan)
- シェフィールド・ユナイテッドFC 1997-1999
- AEKアテネ 1999-2001
- ACペルージャ 2001-2002
- ASローマ 2002-2005
- AEKアテネ 2005-2008
- アノルトシス・ファマグスタ 2008-2010
- AEKアテネ 2010-2012

## 指導者歴
- AEKアテネ 2013-2015.10
- アトロミトスFC 2015-2016
- パネトリコスFC 2018-2019
- パネトリコスFC 2020-2021
- OFIクレタ 2024-